# Йозеф Дітріх
Йозеф Дітріх (нім. Josef Dietrich; 28 травня 1892, Гаванген, Баварське королівство — 21 квітня 1966, Людвігсбург, Баден-Вюртемберг) — німецький воєначальник часів Третього Рейху, оберстгрупенфюрер та генерал-полковник військ СС, кавалер Лицарського хреста з дубовим листям, мечами та діамантами. Після Другої світової війни засуджений за воєнні злочини.

## Життєпис
Військова кар'єра
- 1 червня 1928 — штурмфюрер СС
- 1 серпня 1928 — штурмбанфюрер СС
- 18 вересня 1929 — штандартенфюрер СС
- 10 жовтня 1930 — оберфюрер СС
- 18 грудня 1931 — групенфюрер СС
- 1 липня 1934 — обергрупенфюрер СС
- 19 листопада 1940 — генерал Ваффен-СС
- 1 серпня 1944 — оберстгрупенфюрер СС та генерал-полковник танкових військ СС

### Дитинство та юність
Народився 28 травня 1892 року у селищі Гаванген поблизу Меммінгена у Швабії (на той час у складі Баварського королівства) в родині католиків. Батько, крамар Пелагіус Дітріх, мав також двох молодших синів (обидва загинули під час Першої світової війни) та трьох дочок.
Під час навчання у школі підробляв учнем, а пізніше підмайстром в пекаря, пізніше засвоїв професію механізатора. Після закінчення восьмирічної школи деякий час працював механізатором у сільському господарстві, здійснив подорож по Австрії та Італії (де вивчив італійську мову), згодом навчався готельній справі у Цюриху.
В 1911 році був призваний до Баварської армії та проходив службу в 4-му полку польової артилерії, проте через декілька тижнів був демобілізований у зв'язку з травмою, отриманою при падінні з коня.
Повернувшись до Кемптена, де на той час жили його батьки, через інвалідність не зміг працювати за фахом і був змушений стати розносником у булочній.

### Перша світова війна
У 1914 році, після початку війни, вступив до армії, з великим клопотом пройшовши військово-лікарську комісію, що не бажала визнавати добровольця-інваліда придатним до військової служби. Після комісії був призначений на нестройову посаду скарбничого 6-го Баварського резервного артилерійського полку.
Після прибуття на фронт у Фландрії, 6-та Баварська резервна дивізія, до складу котрої входив полк, вступила в бій у секторі Сент-Ів-Гелювельт під Іпром. В ніч на 1 листопада 1914 року баварці атакували селище Вітсхете південь від Іпру, що утримувалося силами 400 британських вояків Йоменського кавалерійського полку територіальних військ. Під час короткого та запеклого бою британські війська були вибиті зі своїх позицій. В бою Дітріх був двічі поранений — шрапнеллю у праву ногу та кавалерійською пікою у лоб.
У складі штурмових військ (нім. Sturmtruppen) воював на Західному та Італійському фронтах, брав участь в битві при Капоретто. За свої подвиги в Італії був нагороджений австрійською срібною медаллю «За хоробрість» та прусським Залізним хрестом II класу.
Під час битви на Соммі отримав осколкове поранення в голову. Однак, попри це, вступив добровольцем до елітного штурмового батальйону та закінчив війну у званні віце-вахтмайстра (молодшого фельдфебеля) у складі 15-го штурмового батальйону броньованих машин — одного з перших танкових підрозділів німецької армії.
Маючи за плечима досвід піхотинця та артилериста, обслуговував 6-фунтові гармати трофейного британського танку Mk IV, перейменованого німцями на «Моріц». 31 травня 1918 року «Моріц», в екіпажі котрого був Дітріх, під час бою з французькими військами у районі Реймса потрапив у вирву з-під снаряда. Під час спроби вибратися з неї стався перегрів двигуна. Оскільки, атака не вдалася і німецька піхота відступила, Дітріх та механік-водій Меєр за наказом командира підірвали танк, щоб не залишити його супротивнику.
За час Першої світової війни Дітріх був нагороджений Залізними хрестами 2-го та 1-го класів, а також ще одним орденом та двома медалями.

### Між світовими війнами
Після війни Дітріх вступив до сформованого аріософським товариством «Туле» верхньобаварського добровольчого корпусу «Oberland» та в травні 1919 року брав участь у ліквідації Баварської Радянської Республіки. За взяття Мюнхену був нагороджений свастичним хрестом з мечами, що був заснований товариством «Туле» для своїх членів у складі фрайкору «Oberland».
Повернувшись до Баварії, вступив на службу до крайової поліції (нім. Landespolizei) у ранзі унтер-офіцера 1 жовтня 1919 року. 17 лютого 1921 року одружився з Барбарою (Бетті) Зайдль, з якою перебував у шлюбі до квітня 1937 року.
У 1921 році у складі фрайкору «Союз Оберланд», створеного на базі розформованого на вимогу Антанти однойменного добровольчого корпусу, взяв участь в обороні Верхньої Сілезії від польських військ, у тому числі, у битві за Аннаберг (першому військовому зіткненні з зовнішнім супротивником, виграному після німецькими військами після 1918 року), після якої бійці штурмового загону «Тея» (названого на честь остготського короля VI століття, що довго змагався з візантійськими легіонами за владу над Італією) та «Верхньосілезькою самообороною» підняли над горою Аннаберг чорно-біло-червоний прапор Другого рейху, що вже перестав бути символом держави на той час, перетворившись на символ прихильників реваншу за Першу світову війну.
8 та 9 листопада 1923 року Дітріх, в складі фрайкору «Союз Оберланд», узяв участь у т.зв. «Пивному путчі» Гітлера-Людендорфа, за що в 1934 році був нагороджений «Орденом крові». Після поразки путча був звільнений з поліції та відсторонений від державної служби, у зв'язку з чим працював продавцем у тютюновій крамниці, офіціантом у пивному ресторані, заправником на бензозаправці, здобував засоби на прожиття випадковими підробітками. 1 травня 1928 року приєднався до НСДАП (партійний квиток № 89015), 5 травня — до СС (особистий номер 1177), увійшов до складу 1-го мюнхенського загону СС (1.SS-Standarte «Sturm 1», згодом — «SS-Traditionssturm»), 1 червня 1928 року отримав ранг СС-унтерштурмфюрера. Дітріх привертав до себе увагу простими манерами та грубим почуттям гумору, при цьому був чудовим спортсменом, захоплювався боксом, фехтуванням, верховою їздою та стендовою стрільбою. Невдовзі Йозеф ("Зепп"), котрого Гітлер вважав ідеальним охоронцем, став улюбленцем майбутнього фюрера та супроводжував його в автомобільних мандрівках країною, що сприяло швидкому кар'єрному росту: вже 1 серпня 1928 року Дітріх отримав ранг СС-штурмбаннфюрера, а 18 вересня 1929 року — СС-штандартенфюрера.
У 1930 році  Йозеф Дітріх був включений до списку кандидатів від Мюнхена на парламентських виборах та став депутатом Райхстагу від НСДАП. 10 жовтня 1930 року став СС-оберфюрером, з 18 грудня 1931 року — СС-группенфюрер. З 1 жовтня 1932 року був призначений на посаду начальника головної ділянки «Nordsee» у  Гамбурзі (до 1 квітня 1936 року — «Nord»), яку займав до 19 квітня 1933 року. В березні 1933 року, виконував завдання Гітлера зі створення підрозділу СС для охорони райхсканцелярії, що став у майбутньому батальйоном охорони «Берлін» (нім. SS-Wachbataillon «Berlin»), відібравши з цієї метою 117 осіб, які склали основу офіцерського складу майбутньої  1-ї танкової дивізії СС «Лейбштандарт СС Адольф Гітлер» (1. SS-Panzer-Division Leibstandarte SS «Adolf Hitler»), та дали Німеччині трьох командирів дивізій та 8 командирів полків. З 1 жовтня 1933 року був призначений начальником головної ділянки «Spree» (до 14 листопада 1939 року — «Ost»).30 червня 1934 року, в т.зв. «Ніч довгих ножів», Дітріх у супроводі свого ад'ютанта та шести бійців за наказом Гітлера виїхав до Баварії для арешту лідерів СА, яких від імені фюрера було звинувачено в зраді. Разом з іншими високопоставленими штурмовиками у мюнхенській в'язниці був розстріляний і начальник поліції міста, СА-обергруппенфюрер  Август Шнайдгубер — фронтовик Першої світової війни і давній друг Дітріха. За зразкове виконання цієї «операції» 1 липня 1934 року Йозефу Дітріху було присвоєно ранг СС-обергруппенфюрера.

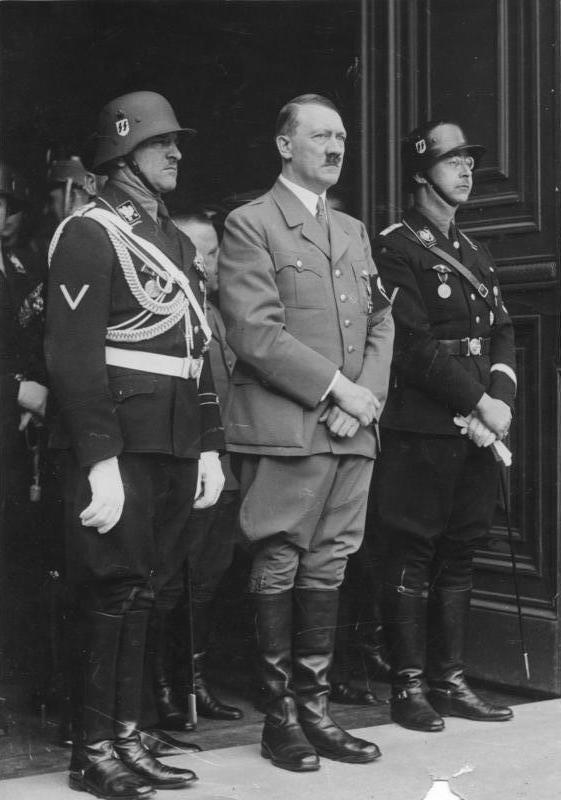
Йозеф "Зепп" Дітріх, Адольф Гітлер та Гайнріх Гіммлер. (Берлін, 20 квітня 1937 р.)

Під час захоплення Саара у 1935 році, аншлюсу Австрії, захоплення Судетської області та Богемії і Моравії у 1938 році, Дітріх командував сформованим у 1934 році підрозділом «Лайбштандарт СС Адольф Гітлер».

### Друга світова війна
На початку Другої світової війни «Лайбштандарт СС Адольф Гітлер», командиром котрого був Йозеф Дітріх, був розгорнутий у полк. Восени 1939 року Дітріх разом з «Лайбштандарт СС Адольф Гітлер» взяв участь в Польській компанії. Навесні 1940 року підрозділ діє на Західному фронті (Голландська операція, Французька кампанія (1940)). За здобуті успіхи 4 липня 1940 року Дітріх був нагороджений Рицарським хрестом, а його полк у серпні 1940 року був перетворений на 1-у мотопіхотну бригаду СС. СС-Обергруппенфюрер Йозеф Дітріх отримав під свою команду ще один полк, моторизований саперний батальйон, артилерійський батальйон та моторизований розвідувальний батальйон.
В березні-квітні 1941 року Дітріх на чолі «Лайбштандарт СС Адольф Гітлер» бере участь в Балканській компанії. З червня 1941– по липень 1942 року «Лайбштандарт СС Адольф Гітлер» діє на Східному фронті, проти СРСР (підрозділ входив до резерву групи армій "Південь" і за необхідності надавався для посилення тієї чи іншої німецької армії).
Одразу після нападу на Радянський Союз бригада Дітріха вела важкі прикордонні бої з частинами Південно-Західного фронту. Потім, обійшовши Київ із півдня, бригада досягла східних підступів до Криму та замкнула кільце оточення. 4 жовтня танки Йозефа Дітріха захопили Запоріжжя і після удару фон Клайста з північного флангу в прибережний район на захід від Маріуполя пішли на Сталіно. На початку листопада 1941 року група армій «Південь» захопила південно-західну частину Донбасу та підступа до Ростова-на-Дону.
Дітріх зіграв велику роль у битві під Ростовом у листопаді-грудні 1941 року. Війська фон Рундштедта почали наступ на місто 5 листопада, намагаючись охопити місто з півночі та північного сходу. Їм протистояли сили Південного фронту, командування якого встигло створити потужний оборонний рубіж. Бригада Дітріха вела бої менш ніж за 20 кілометрів від міста. Позаду її позицій стояли частини 9-ї польової та 1-ї танкової армій, у тому числі й набрана з норвезьких добровольців 5-а мотопіхотна бригада СС «Вікінг». Вони далеко просунулися Схід і відірвалися від своїх піхотних з'єднань. Наступальна операція радянського командування, що почалася, створила загрозу оточення цих частин німецьких військ, вийшовши в запілля 1-ї танкової армії. На той час бригада Дітріха після завзятих боїв увійшла до міста. Через вісім днів Дітріх був змушений залишити Ростов і відійти на оборонний рубіж річкою Міус разом з рештою військ армії «Південь». Битву було програно. У ході цієї операції німецька армія втратила вбитими та пораненими понад 20 тисяч людей. Фельдмаршала Рундштедта було відсторонено з посади. Гітлер мав намір усунути з посади також і командувача 1-ї танкової армії генерал-полковника фон Клайста. Але Дітріх заступився за Клайста і прямо заявив Гітлеру, що саме фюрер, а не хтось інший винен у невдачі під Ростовом і що рішення про зняття з посади Рундштедта також було поспішним. Втручання Дітріха врятувало кар'єру Клайста і призвело до повернення на службу Рундштедта в березні 1942 року. 31 грудня 1941 року Йозеф Дітріх був нагороджений Дубовими листями до Рицарського хреста.
Під Ростовом Дітріх отримав сильне обмороження і в січні 1942 р. був відправлений для лікування до Німеччини. Він пролежав у шпиталі майже півроку. Тим часом неабияк пошарпану в боях на півдні СССР бригаду «Адольф Гітлер» вивели на переформування до Франції. У липні 1942 року вона була перетворена на 1-у мотопіхотну дивізію СС, чисельність особового складу якої досягла 20-тисячної позначки.
В січні — березні 1943 року «Лайбштандарт СС Адольф Гітлер», розгорнутий в танкову дивізію, бере участь в битві за Харків. 14 березня 1943 року за досягнутий успіх, що мав велике психологічне значення для німецької армії, Дітріха було відзначено Мечами до Рицарського хреста з Дубовими листями.
Влітку 1943 року танковий корпус, що складається з 9-ї, 10-ї та 12-ї танкових дивізій СС і 17-ї мотопіхотної дивізії, був перекинутий до Франції, де очікувалася висадка військ ворога. Танковий корпус Дітріха увійшов до складу групи армій «Захід». Коли англо-американські війська висадилися в Нормандії, танковий корпус Дітріха з перших днів чинив їм завзятий опір. Протягом трьох тижнів всі спроби англійців взяти Кан були відбиті 12-ою танковою дивізією СС. Здавши місто, частини Дітріха зуміли затримати подальше просування військ союзників ще цілий місяць і змушені були відступити лише під натиском сили американських військ.
З 1 серпня 1944 року Дітріх отримав ранг СС-оберстгруппенфюрера та генерал-полковника танкових військ. 6 серпня 1944 року відзначений Діамантами до Рицарського хреста з Дубовим Листям та Мечами, ставши 16-им з 27 осіб, що отримали таку високу нагороду. З 23 серпня 1944 року Дітріх стає генерал-полковником військ СС.
З жовтня 1944 року очолює 6-ту танкову армію СС. В грудні 1944 — січні 1945 року бере участь в Арденнській операції, під час якої 6-а танкова армія СС зазнала вагомих втрат від чисельніших союзних військ.
З березня 1945 року, після переформування з'єднання на території Нижньої Австрії, керує бойовими діями в Угорщині. В ході операції «Пробудження весни» — останньої наступальної операції німецьких військ  під час Другої світової війни — інтенсивними атаками за участі танків Тигр II та Пантера Дітріх зумів прорвати два ешелони радянської оборони, але так і не спромігся виконати поставлене завдання та вийти до ріки Дунай, чим викликав шалений гнів Гітлера, який 14 березня 1945 року заборонив особистому складу 6-ї танкової армії СС носити почесні нарукавні стрічки.
Після поразки Дітріх вивів відступаючу армію на територію Австрії, брав участь в обороні Відня, який був зайнятий Радянською Армією 13 квітня 1945 року.
8 травня 1945 року Йозеф Дітріх разом з залишками 6-ї танкової армії СС, в районі австрійського міста Кремс, здався у полон 36-ій піхотної дивізії 7-ї армії США.

### Післявоєнний період
Перебуваючи в американській зоні окупації Німеччини, Дітріх був звинувачений у здійсненні військового злочину — віддання злочинного наказу про знищення солдатами СС військовослужбовців армії США, що потрапили в полон під час Арденнської операції, та порушенні Женевської конвенції 1929 року про поводження з військовополоненими. В травні 1946 року був визнаний винним і засуджений до довічного ув'язнення.
У березні 1949 року Комітет Сенату США з питань збройних сил визнав, що розслідування «Бойні в Мальмеді» проводилося з грубими порушеннями та використанням до підсудних незаконних методів впливу (тортур), у зв'язку з чим вироки засудженим були переглянуті (в тому числі, довічне ув'язнення було замінено на позбавлення волі на 25 років).
Йозеф Дітріх, що разом з іншими військовими злочинцями утримувався під вартою американців у Ландсберзькій в'язниці, за рішенням загальносоюзної комісії з апеляцій 22 жовтня 1955 року був негласно звільнений від несення покарання.
У 1956 році Дітріх був заарештований владою Західної Німеччини за звинуваченням у співучасті у вбивствах керівників СА, здійснених за наказом Гітлера в 1934 році. При розгляді справи Мюнхенським судом присяжних 14 травня 1957 року Дітріх був визнаний винним та засуджений до 18 місяців позбавлення волі. Відбував покарання з серпня 1958 року в тій самій в'язниці, 2 лютого 1959 був достроково звільнений за станом здоров'я.
Останні роки життя провів у Людвігсбурзі. У зв'язку з тим, що дружина перервала з ним будь-які відносини, увесь свій час присвятив роботі в Товаристві взаємодопомоги колишніх членів військ СС, домагаючись визнання за ними статусу ветеранів війни.
Помер від сердечного нападу 21 квітня 1966 року у віці 73 років. Похований на Новому цвинтарі Людвігсбурга. На похороні Дітріха були присутні 6 тис. чол., в тому числі колишні члени СС.

## Сучасники про Зеппа Дітріха
Відношення до Дітріха його «колег» багато в чому визначалося тим, що в культурному, освітньому та професійному сенсі ця людина, що зробила швидку кар'єру в СС, очолила важливі посади та була відзначена вищими нагородами, залишалася на рівні провінційного бюргера, дрібного крамаря та фельдфебеля.
Так, генерал-фельдмаршал Герд фон Рундштедт вважав Дітріха «людиною пристойною, проте дурнуватою», а СС-обергрупенфюрер Вільгельм Біттріх, який був в 1939 році начальником штабу «Лайбштандарт СС Адольф Гітлер», згадував: «Якось я витратив цілих півтори години, намагаючись пояснити Зеппу Дітріху становище за допомоги штабної карти. Це було абсолютно марно. Він зовсім нічого не розумів».
В той же час, за свідченням сучасників, Дітріх мав певну харизму, турбувався про своїх підлеглих, добивався найкращого озброєння та постачання для підрозділів, котрими командував. Це приносило авторитет та повагу Дітріху з боку солдатів СС.

## Нагороди
- Бронзова медаль за хоробрість (Австро-Угорщина) (1916)
- Залізний хрест 2-го класу (14 листопада 1917)
- Залізний хрест 1-го класу (червень 1918)
- Військовий хрест «За заслуги» (Баварія) 3-го класу з короною та мечами (5 липня 1918)
- Нагрудний знак «За поранення» в чорному
- Сілезький Орел 2-го і 1-го ступеня (1919)
- Пам'ятний знак танкіста (1921)
- Хрест «За вислугу років» (Баварія) 3-го класу (9 років)
- Цивільний знак СС (№ 7)
- Золотий партійний знак НСДАП (1933)
- Орден крові (№ 10; 9 листопада 1933)
- Почесний кут старих бійців
- Почесний хрест ветерана війни з мечами (1934)
- Йольський свічник (16 грудня 1935)
- Німецький Олімпійський знак 1-го класу
- Спортивний знак СА в золоті
- Німецька імперська відзнака за фізичну підготовку (DRL) в золоті
- Кільце «Мертва голова»
- Почесна шпага СС-райхсфюрера
- Медаль «За вислугу років у Вермахті» 4-го, 3-го, 2-го і 1-го класу (25 років)
- Медаль «У пам'ять 13 березня 1938 року»
- Медаль «У пам'ять 1 жовтня 1938» із застібкою з зображенням Празького граду
- Великий офіцер ордена Святих Маврикія та Лазаря (Італія)
- Великий офіцер ордена Корони Італії
- Застібка до Залізного хреста 2-го класу (25 вересня 1939)
- Застібка до Залізного хреста 1-го класу (27 жовтня 1939)
- Рицарський хрест Залізного хреста з дубовим листям, мечами та діамантами
  - Хрест (4 липня 1940)
  - Дубове листя (№ 41; 31 грудня 1941)
  - Мечі (№ 26; 14 березня 1943)
  - Діаманти (№ 16; 6 серпня 1944)
- Медаль «За вислугу років у СС» 4-го, 3-го і 2-го ступеня (12 років) (9 листопада 1940) — отримав 3 нагороди одночасно.
- Медаль «За зимову кампанію на Сході 1941/42»
- Кавалер Великого Хреста ордена Корони Румунії (16 липня 1942)
- Комбінований знак Пілот-Спостерігач в золоті з діамантами (1943)
- Кримський щит
- Медаль «За вислугу років у НСДАП» в бронзі, сріблі та золоті (25 років)
- Великий офіцер Савойського військового ордена (Італія)

## Цікаві факти
- Емблема дивізії «Лайбштандарт СС Адольф Гітлер» (ключ на тлі щита) пов'язана з прізвищем першого командира підрозділу Йозефа Дітріха (в перекладі з нім. Dietrich — відмикачка, ключ).
- Існує низка свідчень в спогадах підлеглих про те, що з 1943 року Дітріх почав дозволяти собі критику в адресу Гітлера, яка свідчила про його розчарування в стилі керівництва фюрера. В липні 1944 року Дітріх сказав генерал-фельдмаршалу Роммелю, що буде виконувати його накази навіть всупереч наказам Гітлера. Коли почалася хвиля арештів після замаху 20 липня 1944 року, Дітріх особисто виступив за звільнення заарештованого генерал-лейтенанта Ганса Шпайделя, який був начальником штабу Роммеля, і як з'ясувалося вже після війни, брав участь у змові проти Гітлера. Однак, не знайдено жодних документів, котрі б свідчили про близькість Дітриха до кола змовників або його наміри долучитися до них.
- За поразку контрнаступу на озері Балатон Гітлер віддав наказ, що позбавляв солдатів 6-ї танкової дивізії СС права на носіння нарукавних стрічок, що були ознакою елітного статусу дивізій СС, що входили до складу армії. Цей наказ обурив Дітріха. За однією версією він наказав скласти нагороди та відзнаки частин СС до нічного горщика та пов'язавши його нарукавною стрічкою 17-ї дивізії СС «Гьотц фон Берліхінген» відправити Гітлеру. За іншою — саботував реалізацію цього наказу, який міг обурити особовий склад, що залишився в живих після зупинки операції. В будь-якому випадку наказ Дітріх проігнорував.